# Царева џамија у Београду
Царева џамија на Сави, позната још као Шериф-џамија и џамија на Лиману била је једна од београдских џамија, а у списима се први пут помиње 1560. године.

## Историјат
Ова џамија била је задужбина Сулејмана Величанственог, а први пут се помиње 1560. године као џамија у махали Скала, у пристаништу. На плановима Београда из 17. века није била уцртана, да би у 18. веку била уцртана са околином у Бајелов план. У наредним плановима поново није била поменута, све до 19. века када је названа џамијом на Лиману, а у списку џамија из 1836. године наводи се последњи пут њено име, Шериф џамија. Такође у списима стоји да ова џамија „нема минарет више” и да је пре тога била „кафана Мула Мехмедова”, што објашњава њен нестанак у 18. веку.
Сретен Поповић истакао је да се Царева џамија налазила на месту касније Параносовог магацина, односно око угла данашње Карађорђеве и Улице Браће Крсмановић и тврди да је порушена у сечи 1859. године. Ипак, џамија се помиње и касније, када су писали о сукобима у Београду из 1862. године, поменули су је Никола Трајковић и Јовановић. Живорад Јовановић истакао је да је у лето 1862. године бомбардована варош и Београд је био четири месеца у опсадном стању. У савском сокаку крај Лиман-џамије, високе грађевине од камена са капијом од кованог гвожђа, водиле су се борбе између Срба и Ерлија. Из Трајковићеве приповетке „Три виђења Свете Петке“, сазнајемо о њеном изгледу и тачној локацији. Трајковић казује да се она налази уз сами хан крај обале: „...дизала се прастара џамија од тврдог камена гранита, са вратницама и капцима на прозорима од кованог гвожђа. Зидана је још у време првих турских најезда на наше крајеве, и била са високим и тешким минаретом. (...) Од џамије на Лиману (...) па до баре Венеције, пружао се низ старих кућерака. (...) Пред мошејом био је повећи шедрван, увек пун воде, потребан за узимање дневног авдеса“ Трјковић је такође описао догађај из 1862. године који је везан за ову џамију :
„Када се десио познати инцидент на Чукур чесми и почеле борбе по Београду, као што су Турци из осталих делова Београда тако су и Турци из савске чаршије побегли са женама и децом у тврђаву. Ипак нису сви успели или нису хтели да побегну, па је један део остао код својих кућа. Велики број оних који су остали, нарочито овде у савском крају, били су у пријатељским односима са Србима. Међутим, када су се борбе заоштриле и њима је запретила опасност. Тако је остатак Турака из савске чаршије успео најзад да склони у џамију на Лиману. Ситуација се за њих и даље погоршавала, па се велика гомила Срба скупила око џамије и хтела да побије Турке у њој. Али нису могли продрети у чврсто грађену џамију. При другом покушају хтели су џамију да запале или да Турке у њој погуше димом. Међутим, ни овај покушај није успео, јер је зграда била камена, а дувао је и супротан ветар. Пао је и мрак, па је, главни напад остао за сутрадан. Ипак, у току ноћи, на наваљивање старијих српских трговаца, Сављани се сажале на Турке у џамији. Тако се договоре, па их све преко хана Лимана пропусте да се укрцају у чамце и побегну у тврђаву“.
Постоји и легенда везана за ову џамију, веровало се да је била изграђена на месту данашњег носећег стуба Бранковог моста, на десној обали Саве. Када је грађен Мост краља Александра, остаци џамије су коначно рашчишћени, а по неким још слободнијим верзијама, није никада ни порушена до краја, већ су њени делови искоришћени у изградњи носећег стуба. Мост Краља Александра је изграђен 1934. године, а порушен већ у бомбардовању Београда 1941. године.